# Archamps
Archamps ist eine französische Gemeinde im Département Haute-Savoie in der Region Auvergne-Rhône-Alpes.

## Geographie

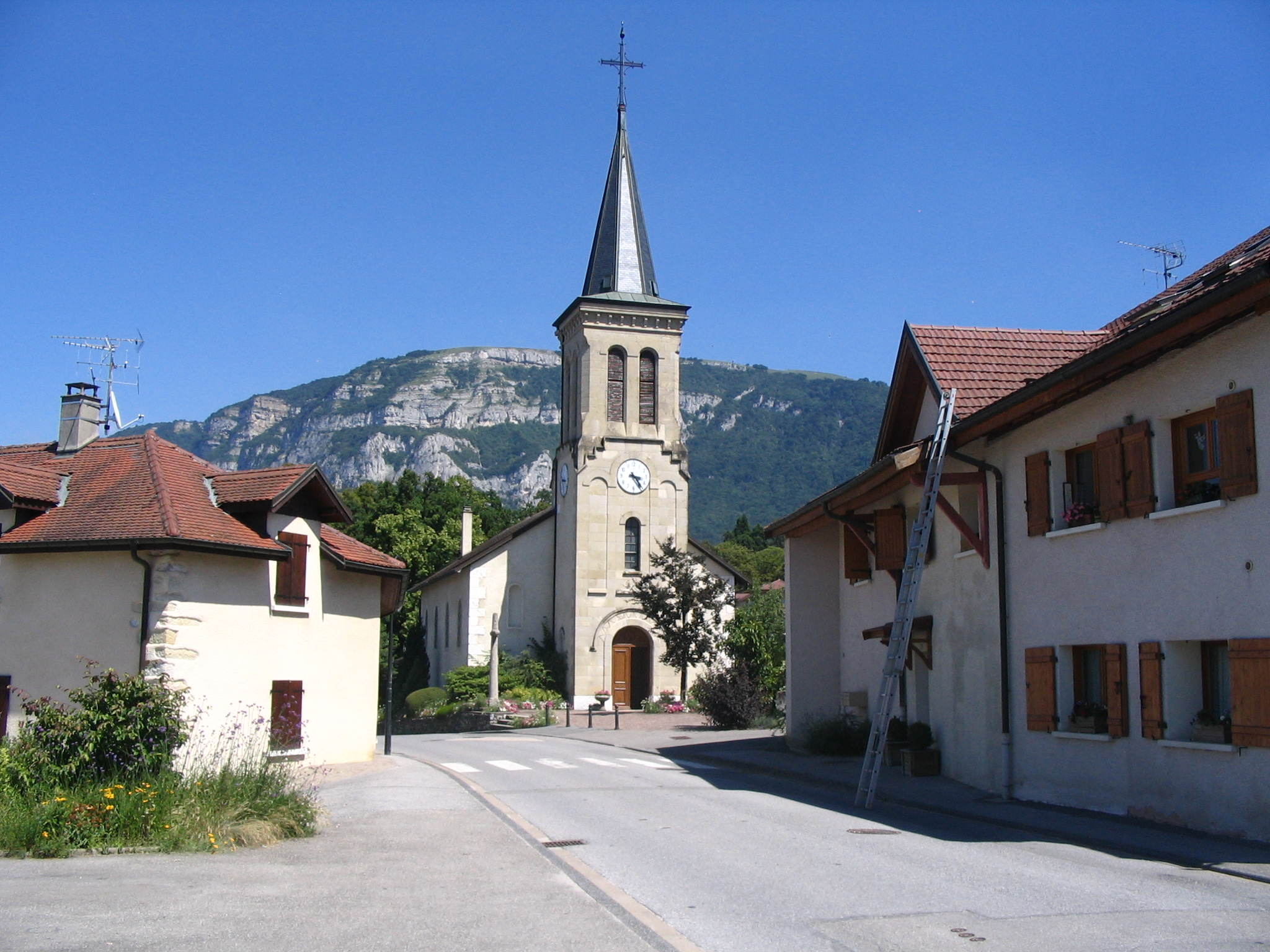
Kirche von Archamps

Archamps liegt auf 531 m über dem Meeresspiegel, etwa acht Kilometer südlich der Stadt Genf (Luftlinie). Das Dorf erstreckt sich auf einer Geländeterrasse am Nordwestfuß des Salève, an der Drize, am Rand des Genevois, in unmittelbarer Nähe der Grenze zur Schweiz.
Die Fläche des 10,69 km² großen Gemeindegebiets umfasst einen Abschnitt des Genevois. Die nördliche Grenze verläuft am Rand der Ebene des Genfer Beckens in einer Senke, welche die Talniederungen der Drize im Osten und der Arande im Westen verbindet. Von hier erstreckt sich das Gemeindeareal südwärts auf die plateauartige Terrasse von Archamps. Weiter südwärts steigt der Hang zunächst sanft, später sehr steil zum Grand Salève an. Auf dem breiten Höhenrücken des Salève wird mit 1354 m die höchste Erhebung von Archamps erreicht.
Zu Archamps gehören neben dem ursprünglichen Dorf auch die Siedlungen Blécheins (621 m) und Chotard (625 m) am unteren Nordwesthang des Salève. Nachbargemeinden von Archamps sind Collonges-sous-Salève und La Muraz im Osten, Le Sappey und Beaumont im Süden, Neydens und Saint-Julien-en-Genevois im Westen sowie die schweizerische Gemeinde Bardonnex im Norden.

## Geschichte
Archamps wurde erst 1836 eine selbständige Gemeinde. Vorher gehörte es zu Collonges-sous-Salève.
In Archamps war der Freiburger Jean Bovet († 1952) von 1942 bis 1944 als Priester tätig, als es ihm im Zweiten Weltkrieg im deutsch besetzten Frankreich gelang, mindestens einen Juden, den er zuvor im Pfarrhaus beherbergt hatte, über die Schweizer Grenze zu bringen. Yad Vashem ehrte ihn 1989 als Gerechter unter den Völkern.

## Sehenswürdigkeiten
Die Dorfkirche erhielt ihre heutige Gestalt 1848 beim Neubau im neoklassizistischen Stil. Neben der Kirche steht das Pfarrhaus aus dem 18. Jahrhundert.

## Bevölkerung
| Jahr                       | 1962 | 1968 | 1975 | 1982 | 1990 | 1999 | 2006 |
| Einwohner                  | 613  | 724  | 874  | 1005 | 1070 | 1235 | 1636 |
| Quellen: Cassini und INSEE |      |      |      |      |      |      |      |

Mit 2458 Einwohnern (Stand 1. Januar 2022) gehört Archamps zu den kleineren Gemeinden des Département Haute-Savoie. Seit den 1960er Jahren wurde ein kontinuierliches starkes Bevölkerungswachstum verzeichnet. Außerhalb des alten Ortskerns entstanden zahlreiche Einfamilienhäuser.

## Wirtschaft und Infrastruktur
Archamps war bis weit ins 20. Jahrhundert hinein ein vorwiegend durch die Landwirtschaft geprägtes Dorf. Heute gibt es verschiedene Betriebe des Klein- und Mittelgewerbes. Auf dem Plateau westlich des Dorfes entstand in den letzten Jahrzehnten der Site d’Archamps, ein Technologiepark mit mehr als 150 Unternehmen aus den Bereichen Informatik, Telekommunikation und Elektronik. Zahlreiche Erwerbstätige sind auch Wegpendler, die in den größeren Ortschaften der Umgebung, vor allem im Raum Genf-Annemasse, ihrer Arbeit nachgehen.
Die Ortschaft ist verkehrsmäßig sehr gut erschlossen. Sie liegt oberhalb der Route nationale 206, die von Annemasse entlang der Schweizer Grenze nach Saint-Julien-en-Genevois führt. Auch die Autobahn A40 durchquert das Gemeindegebiet, der nächste Anschluss befindet sich in einer Entfernung von rund einem Kilometer. Archamps besaß einen Bahnhof an der Eisenbahnlinie Annemasse–Bellegarde.